# 鈴木凌平
鈴木 凌平（すずき りょうへい、1993年1月12日 - ）は日本の俳優、ダンサー。兵庫県西宮市出身。東宝芸能所属。愛称は「じゃる」。

## 略歴・人物
- 幼少期は、一年に一度は入院するほどの虚弱体質であった。
- 神戸大学附属住吉小学校へ入学。片道数時間の通学に加え、週6日スイミングスクールに通い、前述の虚弱体質は改善されていった。週の残りの1日で英会話に通う。
- 親の転勤に併せて千葉の学校へ転校、千葉県立薬園台高等学校普通科へ進学する。
- 転校後はサッカーに没頭。ポジションはゴールキーパー。
- 高校卒業後、立教大学社会学部社会学科へ進学、ジャズダンスサークルに所属することでダンスと出会い、それまで続けていたサッカーを辞める。
- 就職活動期にOBの相談を受け、東宝芸能のオーディションを受け、見事合格。在学中にプロのダンサーとして本格的に活動を始める。
- 立教大学社会学部社会学科卒業。
- アーティストのバックダンサーやダンススタジオでのインストラクターを経験し、2016年東宝ミュージカル「1789〜バスティーユの恋人たち〜」でミュージカルデビューを果たす。以降、舞台・ミュージカルを中心に活動。
- 愛称の「じゃる」の由来は日本の男性お笑いコンビ・ジャルジャルの福徳秀介に似てるというところから。
- 特技:ラーメン

## 出演

### 舞台・イベント
2013年
- milktub『春夏秋冬ROCKN ROLL』振付補佐 兼 ダンサー出演（11月）
- 『ANIMAX MUSIX2013』ヒャダイン・バックダンサー（11月24日、横浜アリーナ）

2014年
- ニッポン放送 ミュ〜コミ＋プラス アニメ紅白歌合戦Vol.3 ヒャダイン・バックダンサー出演（1月、国立代々木第一体育館）
- 龍虎激突AiRI&milktub ツーマンライブ バックダンサー（3月）
- 蒼穹のファフナー EXODUS 完成披露試写 -祝福- ダンサー出演
- JAPAN EXPO 2014 フランスパリダンサー出演
- FITNESS JAPAN COLLECTION 2014 六本木ラフォーレミュージアム出演
- 天童よしみ特別公演 （9月、新歌舞伎座 / 10月、明治座）

2015年
- うたの☆プリンスさまっ♪マジLOVE LIVE 4th STAGE（1月31日・2月1日、横浜アリーナ）
- 株式会社M'sコネクション PV 振付兼 ダンサー出演（3月）
- DESIGN FESTA VOL.42@東京ビッグサイト 株式会社エムズコネクション出展ステージ 振付
- ミラノ万博 ダンサー出演
- 蒼穹のファフナー -痛み- フェストゥムダンサー出演（5月）
- wott!! ダンスコンテスト 特別審査員賞受賞（5月）
- MISS POLE POLE KING 2015 ゲストパフォーマンス 出演（6月）
- 松竹『京都都大路 迷宮の恋めぐり』（10月、南座）
- 天童よしみ師走公演（12月12日 - 20日、新歌舞伎座）

2016年
- うたのプリンスさま マジLOVE LIVE 5th STAGE さいたまスーパーアリーナ（1月）
- ミュージカル『1789 バスティーユの恋人たち』（4月11日 - 5月15日、帝国劇場 / 5月21日 - 6月5日、梅田芸術劇場 演出：小池修一郎）
- 劇団☆新感線『Vamp Bamboo Burn ヴァン！バン！バーン！』（8月 - 10月、赤坂ACTシアター 他）

2017年
- ミュージカル『ロミオ&ジュリエット』（1月 - 3月、TBS赤坂ACTシアター 他 演出：小池修一郎）
- ミュージカル『夢から醒めた夢』（6月9日 - 6月22日、自由劇場 浅利慶太プロデュース公演）
- 劇団☆新感線『髑髏城の七人 season風』（9月15日 - 11月7日、IHIステージアラウンド東京）
- 舞台『文豪ストレイドッグス』（12月22日 - 2018年2月4日、KAAT神奈川芸術劇場 他）

2018年
- ミュージカル『1789-バスティーユの恋人たち-』（4月 - 7月、帝国劇場 他 演出：小池修一郎）
- 劇団☆新感線『メタルマクベス disc3』 （11月 - 、IHIステージアラウンド東京）

2019年
- ミュージカル『ロミオ&ジュリエット』（2月 - 4月、東京国際フォーラム ホールC 他 演出：小池修一郎）
- ミュージカル『エリザベート』（6月 - 8月26日、帝国劇場 演出：小池修一郎）トートダンサー
- ミュージカル『ダンス オブ ヴァンパイア』（11月5日 ｰ 27日、帝国劇場 / 12月15日 - 2020年1月20日、梅田芸術劇場 メインホール 演出：山田和也）

2020年
- ミュージカル『エリザベート』（4月 - 7月、帝国劇場 他４大都市 演出：小池修一郎）トートダンサー ※政府より緊急事態宣言が発出されたことを受け、全公演中止。
- ミュージカル『新テニスの王子様』The First Stage（12月 - 2021年2月、日本青年館ホール / メルパルク大阪） - 都忍 役[2][3]

2021年
- Same Time，Next Year（4月30日 - 5月23日、赤坂RED/THEATER）ダンサー[4]  ※緊急事態宣言の発出を受け4月30日 - 5月11日は公演中止。

2022年
- ミュージカル「ロミオの青い空」（3月31日 - 4月3日、東京建物 Brillia HALL） - リナルド 役[5]

2024年
- BOLERO -最終章-（7月18日 - 25日、有楽町よみうりホール / 7月30日 - 31日、SkyシアターMBS）[6][7]
- CLUB SEVEN another place（9月22日 - 23日、シアター1010 / 9月28日 - 10月13日、有楽町よみうりホール）[8]
- 天保十二年のシェイクスピア（12月9日 - 2025年1月26日、日生劇場 他）[9]

2025年
- ミュージカル『エリザベート』（10月10日 - 11月29日、東急シアターオーブ / 12月9日 - 18日、札幌文化芸術劇場 hitaru / 12月29日 - 2026年1月10日、梅田芸術劇場 メインホール / 1月19日 - 31日、博多座） - トートダンサー[10]

### テレビ
2014年
- 第65回NHK紅白歌合戦 氷川きよしバックダンサー出演（12月、NHK総合）

### ドラマ
- レプリカ 元妻の復讐 第5話（2025年8月4日、テレビ東京） - 荒木 役[11]